# Enemy Territory: Quake Wars
Enemy Territory: Quake Wars è un videogioco del genere sparatutto in prima persona creato da Splash Damage per Activision, basato su Wolfenstein: Enemy Territory degli stessi autori. Il gioco è stato pubblicato per personal computer (Microsoft Windows, Linux e macOS) il 28 settembre 2007 nel mercato europeo e australiano, mentre in quello statunitense il 2 ottobre.
Basato sul motore grafico sviluppato per Doom 3 e usato anche in Quake 4, l'id Tech 4; è stata tuttavia introdotta una nuova tecnologia, chiamata "Megatexture", in grado di gestire spazi aperti molto estesi ma allo stesso tempo dettagliati.

## Modalità di gioco
Da Wolfenstein eredita la filosofia del gioco tattico multiplayer a squadre, dove si ha una squadra in attacco ed una in difesa, dove la squadra offensiva per aggiudicarsi la vittoria deve completare gli obbiettivi/missioni del campo di battaglia entro lo scadere del tempo, mentre la squadra difensiva deve impedirlo.
Durante l'esecuzione del gioco il giocatore offensivo deve oltre che uccidere le unità avversarie, deve/può eseguire azioni specifiche, che richiedono diverse classi di specialità per completare un obbiettivo e ottenere il territorio della squadra difensiva (in modo definitivo), una volta ottenuto il controllo si possono applicare costruzioni o elementi di supporto.
Il gioco è caratterizzato da due fazioni:
- Umani, con la tecnologia di un futuro non molto distante da oggi, il 2060
- Strogg, cyborg alieni e malvagi

Modalità di gioco:
- Campagna gioco offline che si suddivide in quattro località (Africa, Nord America, Nord Europa e Pacifico), suddivise in tre mappe ciascuna.
- Azione immediata Gioco offline contro il computer
- Modalità addestramento Guida al gioco tramite un'esercitazione pratica guidata
- System link Gioco offline contro altri giocatori della rete locale ed elementi controllati dal computer
- Xbox LIVE Gioco online contro altri giocatori

Nonostante il gioco sia multipiattaforma, i produttori hanno affermato che gli utilizzatori della versione per console non potranno affrontare i giocatori delle versioni per personal computer.

## Campagna
La storia di seguito racconta gli eventi secondo la versione canonica della trama di Quake, con la FDG vittoriosa e gli Strogg costretti a ritirarsi dalla Terra. Nulla vieta ai giocatori di prendere le parti degli Strogg e cambiare le sorti del conflitto.
Prologo
Nel 21º secolo, una razza aliena giunse nel nostro mondo tramite un portale nel Sistema Solare. Erano gli Strogg; umanoidi la cui carne fusa con metallo creava guerrieri orribili e sovrumani. L'invasione fu rapida ed in pochissimo tempo più di metà della Terra fu conquistata. Avevano un solo obbiettivo: consumare le nostre risorse naturali. Verrà solo poi scoperto in seguito, con la fine della guerra, che in realtà il loro obbiettivo erano proprio gli umani stessi; gli servivano per creare nuovi guerrieri e cibo da persone morte. La FDG (Forza di Difesa Globale) venne mobilitata rapidamente per rispondere alla minaccia. Ebbe inizio la guerra per la Terra.
Pacifico
Il primo grande fronte vede la FGD impegnata nel Pacifico. Più precisamente a Kanagawa, in Giappone; a Kings Canyon; in Australia e a Bay of Plenty, in Nuova Zelanda.
- Canyon: Kings Canyon, Australia. Gli Strogg hanno conquistato una vecchia fortezza che ora utilizzano come fabbrica per creare nuovi soldati Strogg. Starà alle forze FDG stanziate lì entrare e distruggere lo Strogghificatore che alimenta la struttura, fermando così la produzione di soldati. I genieri FDG costruiscono un ponte per permettere all'MCP (Mobile Command Post) di schierarsi sulla sponda opposta del fiume e creare un posto di comando avanzato. Da lì potrà venir lanciato un missile balistico che servirà a distruggere parte della fabbrica e delle difese Strogg. Tuttavia quest'ultimi hanno schierato un generatore di scudi che protegge la struttura. Vengono allora schierati degli infiltratori i quali, con non poche difficoltà, riescono a disabilitare lo scudo permettendo così al secondo missile di andare a bersaglio. Una squadra d'assalto entra nell'edificio affrontando gli Strogg in spazi stretti ed angusti. Nonostante le gravi perdite, la FDG riesce a distruggere lo Strogghificatore, causando la ritirata degli Strogg e lo stop della produzione di nuovi soldati in tutta la regione.
- Sewer: Kanagawa, Giappone. Una delle poche città che resiste all'invasione, Kanagawa, sta per essere invasa. Gli Strogg stanno usando l'impianto fognario collegato alla diga per poter superare le difese della città e sopraffarla. È una corsa contro il tempo. La FDG viene schierata con l'obbiettivo di fermarli e salvare la città. Dopo una schermaglia iniziale alla diga, i genieri FDG riescono a costruire una torre EMP in grado di bloccare le comunicazioni Strogg, assicurandosi un breve vantaggio. Delle grate bloccano l'accesso alla sala comandi ben difesa. Nonostante le difficoltà, una squadra riesce ad entrare ed a distruggere una delle due, dando all'FDG l'accesso di cui ha bisogno. Il combattimento continua fino all'interno della sala comandi, dove gli umani riescono ad hackerare i comandi della diga. Così facendo le fogne vengono allagate e gli Strogg lì sotto pronti ad invadere la città vengono uccisi. La città è salva.

- Volcano: Bay of Plenty, Nuova Zelanda. In un'isola a lago della Nuova Zelanda, la FDG sta sfruttando un impianto geotermico per caricare un potente EMP che, una volta attivato, causerà gravi danni alle navi Strogg in orbita intorno alla Terra. Gli Strogg, venuti a sapere di ciò, attaccano l'isola nel tentativo di difendere la propria flotta. Nonostante la dura battaglia e le pesanti perdite da ambo le parti, la FDG riesce a caricare completamente il dispositivo, lanciando una potente scarica EMP in orbita. La flotta Strogg, pesantemente danneggiata, si ritira nel portale da dove era arrivata, abbandonando gli Strogg rimasti sulla Terra. È un duro colpo per gli alieni i quali si trovano isolati, ed una grande vittoria per la FDG. Forse la prima vera dall'inizio dell'invasione. Ma la battaglia per la Terra non è ancora finita.

Nord Europa
La vittoria nel Pacifico ed il ritiro della flotta Strogg dall'atmosfera terrestre hanno dato alle forze umane il morale che serve per contrattaccare. Gli alieni sono isolati sulla Terra e la FDG ha in programma una controffensiva per sconfiggere gli Strogg una volta per tutte, prima che la flotta possa tornare. Prima di metterla in atto però, è necessario capire meglio gli alieni. Per fortuna l'Intelligence è riuscita a mettere le mani su della tecnologia Strogg, ma ci vuole del tempo per analizzarla e scoprirne le debolezze. La FDG deve dare del tempo agli scienziati per scoprire i segreti degli invasori. Questo fronte vede la FDG impegnata in Norvegia, Finlandia ed Inghilterra.
- Ark: Vestandett, Norvegia. In un centro di ricerca remoto sperduto tra le nevi della Norvegia, conosciuto come l'Arca, degli scienziati della Terra hanno fatto enormi passi avanti nello scoprire la biotecnologia degli Strogg. Venuti a sapere di ciò, gli alieni tentano un attacco per fermare la ricerca prima che i loro segreti vengano resi pubblici. La battaglia è dura e la FDG riesce a malapena a difendere il laboratorio. Ma tempo che gli Strogg facciano breccia ed oramai la maggior parte delle tecnologie è stata analizzata ed il resto dell'equipaggiamento spostato.
- Quarry: Lake District, Inghilterra. Una nave della flotta Strogg è precipitata in una miniera nel nord dell'Inghilterra. Il meccanismo di autodistruzione della nave si è guastato per via dell'attacco EMP, permettendo alla FDG un'occasione d'oro: recuperare della tecnologia Strogg mai vista prima. Le difese vengono alzate, per permettere agli scienziati di prendere quanta più tecnologia possibile. Gli Strogg provano a contrattaccare alla miniera ma il loro attacco viene fermato. I segreti della nave e delle debolezze degli alieni sono alla portata della FDG.
- Salvage: Lapland, Finlandia. È tutto pronto. La tecnologia salvata dall'Arca e quella recuperata dalla nave Strogg sta per essere trasportata tramite treno ad un laboratorio militare sotterraneo, dove verrà analizzata per bene. I segreti degli Strogg stanno per essere svelati una volta per tutti. Gli alieni lanciano una massiccia offensiva al villaggio poco fuori il complesso militare nel tentativo di fermare il treno con a bordo i loro segreti. La battaglia è dura. Il villaggio viene perso e la FDG è costretta a ripiegare al complesso militare. Molti cadono, ma alla fine i soldati riescono a guadagnare abbastanza tempo da permettere al treno di partire. Ora la FDG può scoprire come sconfiggere gli Strogg una volta per tutte.

Nord America
La scoperta della tecnologia Strogg e dei suoi segreti ha permesso al Comando Terrestre di preparare la grande controffensiva per liberare la Terra. Sembra che la chiave di tutto sia una torre, rinominata Nexus. Quello è il centro di controllo Strogg sulla Terra che permette ai comandanti Strogg di comunicare in tempo reale con le loro truppe. Se distrutto, gli alieni sarebbero alla deriva e si disattiverebbero o andrebbero in rotta. La torre si trova in Antartide, la roccaforte Strogg sulla Terra. Entrare normalmente è impossibile. Ma in Africa, centro dell'invasione Strogg, è stato dispiegato uno Slipgate che permette alle truppe aliene di teleportarsi velocemente dall'Antartide al continente africano. Quello è l'obbiettivo della FDG. Gli Strogg lo sanno e provano a fermare i loro piani. Le mappe di questo fronte sono il Nevada, il New Jersey e la California.
- Area 22: Nye County, Nevada, USA. L'Intelligence è riuscita a mettere le mani su uno Slipgate Strogg. Il portale è diventato inutilizzabile, ma può essere d'aiuto agli umani per capire il funzionamento di quello in Africa. Tocca alla FDG difendere la base militare in attesa che i cervelloni capiscano come funziona il portale.
- Outskirts: New Jersey, USA. Gli Strogg hanno schierato un DataBrainer contenente diverse informazioni sulla costruzione di una nuova struttura nel New Jersey. Quel disco è una banca dati che la FDG vuole assolutamente per capire meglio gli Strogg, e forse anche il Nexus. Dopo aver distrutto la prima linea di difesa, la FDG schiera un MCP per poter lanciare un missile contro la base aliena per aprirsi un varco fino al DataBrainer. Uno scudo Strogg ne impedisce il lancio e tocca agli Infiltratori risolvere la situazione. Con lo scudo disattivato e la base Strogg aperta dal missile, la FDG entra nella struttura rubando il DataBrainer e trasmettendo i suoi dati al Comando FDG.
- Valley: Yosemite Valley, California, USA. Gli Strogg stanno contaminando le scorte d'acqua per fermare la FDG nella regione. Gli umani devono distruggere il Contaminatore prima che l'intera popolazione venga infettata e si trasformi in mostri senza cervello. Dopo aver costruito un ponte per poter permettere il passaggio dell'MCP, il generatore di scudi che proteggere l'impianto di depurazione acque, deve essere disattivato. Fatto ciò la FDG può entrare liberamente nell'impianto e distruggere il Contaminatore collegato al depuratore della struttura.

Africa
È tutto pronto. L'Africa è dove iniziata l'invasione Strogg e dove finirà. La grande controffensiva FDG inizia. L'operazione si divide in tre fasi: il recupero di una tecnologia Slipgate che permetterebbe alle truppe FDG di superare il portale per il Nexus; la distruzione di alcuni dispositivi Stroyent in una raffineria per impedire il rifornimento delle truppe aliene; infine l'assalto allo Slipgate ed al Nexus per finire una volta per tutte questa invasione. Le mappe di questo fronte sono un'isola nel Sud Atlantico, il Sudan e l'Algeria.
- Island: In un'isola del Sud Atlantico, al largo delle coste africane, un vecchio laboratorio conquistato dagli Strogg nei primi giorni dell'invasione, conserva alcune informazioni sugli Slipgate. Sono le informazioni che mancano agli scienziati FDG per capire il portale in Algeria. La FDG assalta la piccola isola, incontrando una forte resistenza Strogg. Dopo aver disabilitato le comunicazioni a corto raggio per breve tempo, i soldati sfruttano il vantaggio momentaneo per assaltare la struttura principale. Nonostante le numerose perdite, la FDG recupera il Data Disk con le informazioni che cercavano. Ora il portale Strogg può essere attraversato.
- Refinery: Khartown, Sudan. Prima di lanciare l'assalto finale al portale, bisognare tagliare le gambe al nemico. Gli Strogg stanno usando una raffineria in Sudan per creare dello Stroyent, il carburante che serve sia ai loro veicoli che a loro stessi come cibo. La FDG assalta il complesso con non poche difficoltà venendo a scoprire, una volta entrati, che lo Stroyent viene creato usando i cadaveri degli umani morti. È da questo momento che la FDG capisce che gli Strogg non sono sulla Terra per le sue risorse naturali, ma per gli umani stessi, i quali vengono trasformati in cibo. Lo Strogghificatore viene distrutto così come le scorte di Stroyent.
- Slipgate: Algeria, Nord Africa. L'assalto finale inizia. La FDG usa tutto ciò che gli è rimasto per finire la guerra una volta per tutte. Il portale viene assaltato e gli Strogg oppongono una forte resistenza. La FDG accusa moltissimo ma alla fine il portale viene messo al sicuro per permettere il passaggio di una piccola forza d'assalto e di un MCP. I soldati attraversano il portale, giungendo in Antartide. Il paesaggio è pesantemente modificato, con alcuni ghiacciai sciolti e diverse strutture Strogg costruite. Nonostante lo shock iniziale, le truppe FDG si fanno largo fino ad un piccolo piazzale di fronte all'imponente torre del Nexus. Il missile lanciato dall'MCP non riesce a demolire la struttura, ma basta a creare un varco per le forze d'assalto. Le forze speciali FDG entrano nella struttura, venendo decimate poco a poco. Alla fine, nonostante le enormi perdite, pochi soldati giungono al cuore del Nexus, piazzando diverse cariche e riuscendo a distruggerlo.

Epilogo
Con la distruzione del Nexus e la flotta Strogg costretta al ritiro per l'attacco EMP nel Pacifico, i pochi Strogg rimasti sulla Terra si disattivano o finiscono in rotte. Le poche sacche di resistenza rimaste vengono eliminate in pochi giorni. La FDG ha vinto e la Terra è salva. Ma gli Strogg torneranno. Hanno dimostrato di non arrendersi di fronte a nulla e molto probabilmente la loro flotta è già sulla via di ritorno per la Terra. C'è un solo modo per finire questa guerra; portarla in casa loro. Con le nuove tecnologie Strogg appena acquisite non ci vuole molto perché gli umani creino anche loro una flotta stellare e nuovi equipaggiamenti. Ora la FDG è pronta a restituire il favore invadendo il pianeta natale degli alieni: Stroggos.